# Nashwa Mustafa
Nashwa Mustafa (nascida em 15 de outubro de 1968), é uma atriz egípcia. Ela é mais conhecida pelos papéis nos filmes; El-Rehla, El-Farah e nos programas de televisão; A Família do Sr. Shalsh e Mahmoud, o Egípcio.

## Vida pessoal
Ela nasceu em 15 de outubro de 1968 no Cairo, Egito.
Ela é casada com Mohammed Emad, que morou nos EUA por um longo período de tempo. No entanto, ele retornou ao Egito para ter um casamento religioso de acordo com sua tradição. Eles se casaram em 1993 e têm dois filhos, Maryam e Abdulrahman. Seu filho Abdulrahman se casou em julho de 2019.

## Carreira
Ela começou sua carreira na televisão em 1990 na popular série de comédia Mr. Shalash's Family, ela interpretou o papel 'Enas' na série. Seu próximo papel foi na série Conscience of Teacher Hikmat. Ela desempenhou o papel 'Abeer' nesse seriado. Então, em 1999, ela estreou no cinema com o filme El-Farah. Em 2001, ela atuou no popular filme de comédia de aventura egípcio Africano, onde interpretou o papel 'Zainab'. O filme foi lançado nos cinemas e estreou em 11 de julho de 2001 no Egito.
Em 2013, ela apresenta o programa de televisão Cash Taxi, que era a versão egípcia do game show internacional britânico Cash Cab (game show britânico). A transmissão do programa em MBC Masr.
Em 2017, fez o programa de televisão Three in One. Em 2018, ela produziu a peça de teatro Selfie Ma'a el-Mot, que foi apresentada pela primeira vez no Miami Theatre. Anteriormente, a peça foi nomeada como Selfie Ma'a Sayedna, mas depois mudou por causa das obrigações do Departamento de Controle de Mídia.

## Filmografia
| Ano  | Filme                           | Função      | Gênero      | Ref. |
| ---- | ------------------------------- | ----------- | ----------- | ---- |
| 1990 | Família do Sr. Shalash          | Inas        | Série de TV |      |
| 1991 | Consciência do Professor Hikmat | Uma cerveja | Série de TV |      |
| 1992 | Noites de Al Helmeya            | Não         | Série de TV |      |
| 1997 | Zeezinya                        | Rezqa       | Série de TV |      |
| 1998 | Nahnou La Nazraa Al Shawk       | Kawthar     | Série de TV |      |
| 1999 | El-Farah                        | Madiha      | Filme       |      |
| 2000 | filme sakafi                    | Esmat       | Filme       |      |
| 2001 | Africano                        | Zainab      | Filme       |      |
| 2001 | El-Rehla                        |             | Filme       |      |
| 2002 | El ragol el abiad el motawasset | Oufa        | Filme       |      |
| 2002 | El-Limby                        |             | Filme       |      |
| 2002 | Ladrões em KG2                  | Etidal      | Filme       |      |
| 2003 | Mido mashakel                   | Não         | Filme       |      |
| 2003 | Malak rohi                      | Salwa       | Série de TV |      |
| 2003 | Awlad Al Akaber                 |             | Série de TV |      |
| 2004 | Mahmoud, o Egito                | Fátima      | Série de TV |      |
| 2005 | Sayed el atifi                  | Barbie      | Filme       |      |
| 2007 | Sonhos de menino precipitado    | Haiam       | Filme       |      |
| 2008 | Shebh Monharef                  |             | Filme       |      |
| 2012 | Majmuat Insan                   |             | Série de TV |      |
| 2014 | Alekhwa                         | Najwa       | Série de TV |      |
| 2018 | El Shreet el Ahmr               | Karawana    | Série de TV |      |
| 2020 | Shaw-Ming                       |             | Filme       |      |